# Gu Gai
Gu Gai (nacida el 16 de mayo de 1989) es una exjugadora de tenis de mesa paralímpico china.

## Carrera
Fue triple campeona paralímpica en pruebas por equipos, doble campeona mundial en pruebas por equipos y cuatro veces campeona asiática en ambas pruebas por equipos. Ganó títulos de eventos por equipos junto con Zhang Bian y Zhou Ying.
Como muchas de sus compañeras de equipo, fue víctima de la polio de Pizhou y asistió al Centro New Hope cuando era niña. Ahí fue donde el entrenador Heng Xin la reclutó para el equipo chino.

## Vida personal
Gai está casada con su compañero del equipo nacional Feng Panfeng. Tienen un hijo juntos.